# A revision of the Paronychiinae
A revision of the Paronychiinae (abreviado Revis. Paronych.) es un libro con ilustraciones y descripciones botánicas que fue escrito por el  botánico pakistaní Mohammad Nazeer Chaudhri y publicado en Utrecht en el año 1968.